# Seti Rajmarg
Der Seti Rajmarg (Nepali सेती राजमार्ग; englisch Seti Highway) ist eine Fernstraße in den Verwaltungszonen Mahakali und Seti im Westen Nepals.
Die 66 km lange Überlandstraße führt von Amargadhi im Westen nach Dipayal Silgadhi im Osten. Sie verbindet die Distrikthauptstädte von Dadeldhura und Doti. Im Westen zweigt der Seti Rajmarg bei Syaule, das im Stadtgebiet von Amargadhi liegt, vom Mahakali Rajmarg in östlicher Richtung ab. Die Fernstraße erreicht den Distrikt Doti und das Flusstal des Seti. Sie verläuft entlang dem südlichen Flussufer und endet in Dipayal Silgadhi.